# Nissan Primera P12
| Sterne im Euro-NCAP-Crashtest |

Der Nissan P12 war die dritte Generation der Mittelklassewagen, die der japanische Automobilhersteller Nissan unter der Verkaufsbezeichnung Nissan Primera in Europa anbot. Das Modell wurde im Juni 2002 eingeführt und hob sich vor allem durch seine mutige Formgebung und innovative Bedienkonzepte von seinen Mitbewerbern ab.
Dennoch blieben die Verkaufszahlen gerade im Hinblick auf seinen erfolgreichen Vorgänger P11 offenbar deutlich hinter den Erwartungen zurück, so dass die Produktion bereits im Frühjahr 2007 nach knapp fünf Jahren ohne Nachfolger eingestellt wurde.

## Karosserie und Formgebung
Der Primera P12 war als viertürige Stufenhecklimousine, als fünftüriges Schrägheck sowie als ebenso fünftüriger Kombi erhältlich. Letzterer wurde wie schon beim Vorgänger unter der Zusatzbezeichnung Traveller vermarktet.
Die Karosserie war eine gänzliche Neukonstruktion. Ihre Formgebung basierte auf der Designstudie Fusion aus dem Jahr 2000. Dabei wurde unter der Leitung des Schweizer Designers Stéphane Schwarz unter dem Schlagwort Monosilhouette versucht, die an sich „typische“ Dreigliederung einer Stufenhecklimousine von niedrigem Vorderwagen und Heck und dazwischen höher aufbauendem Fahrgastraum durch möglichst fließende Übergänge zu kaschieren.
Das Serienmodell orientierte sich sehr stark an dieser Studie. Diese Linie wurde beim Fünftürer fortgeführt und auch bei der Kombivariante, die eine vergleichsweise flach stehende und stark nach oben gewölbte Heckscheibe aufweist. Deutliche Unterschiede im Vergleich zur Studie waren nur an der Wagenfront und der Innenraumgestaltung erkennbar.

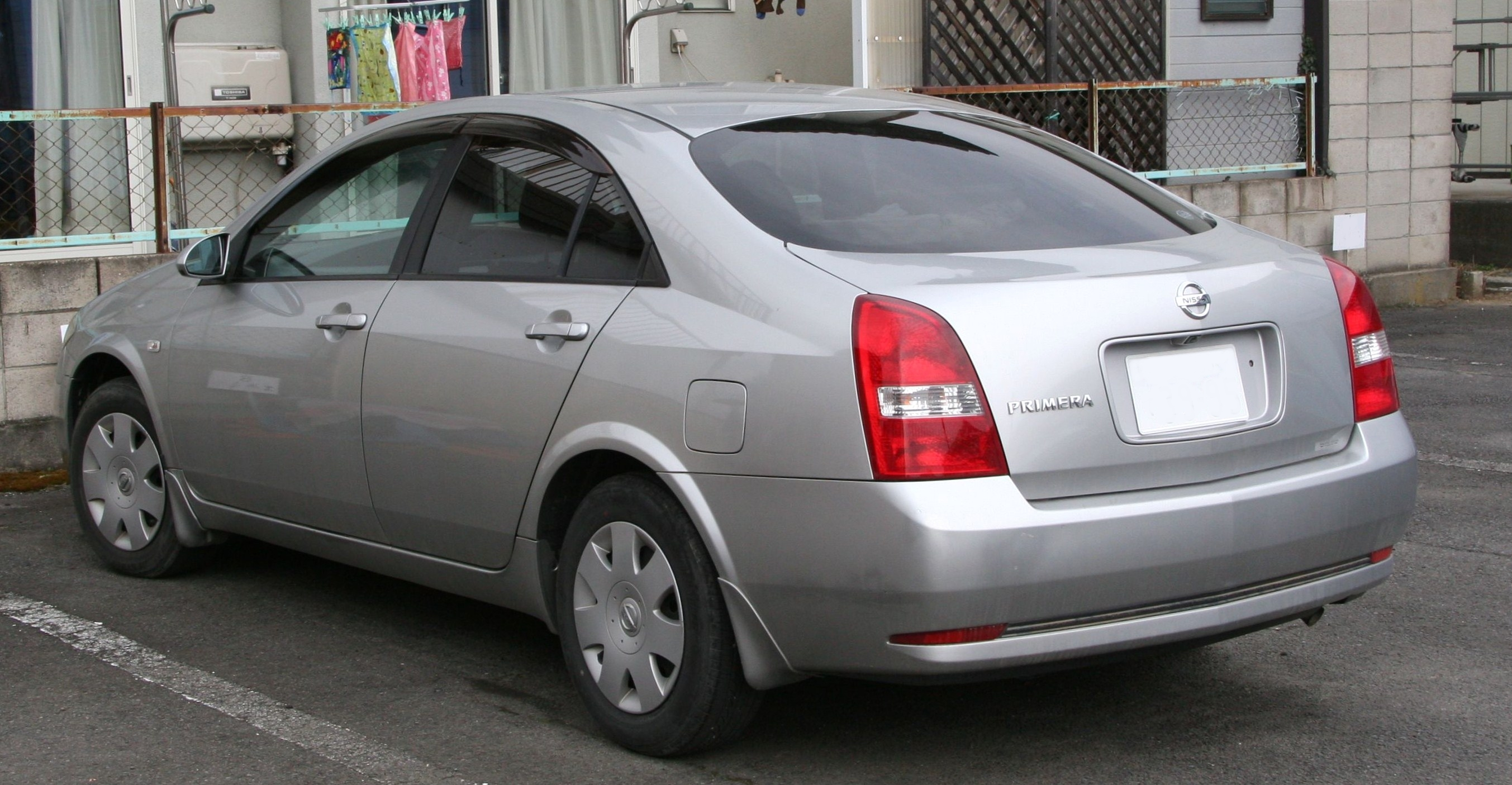
Heckansicht
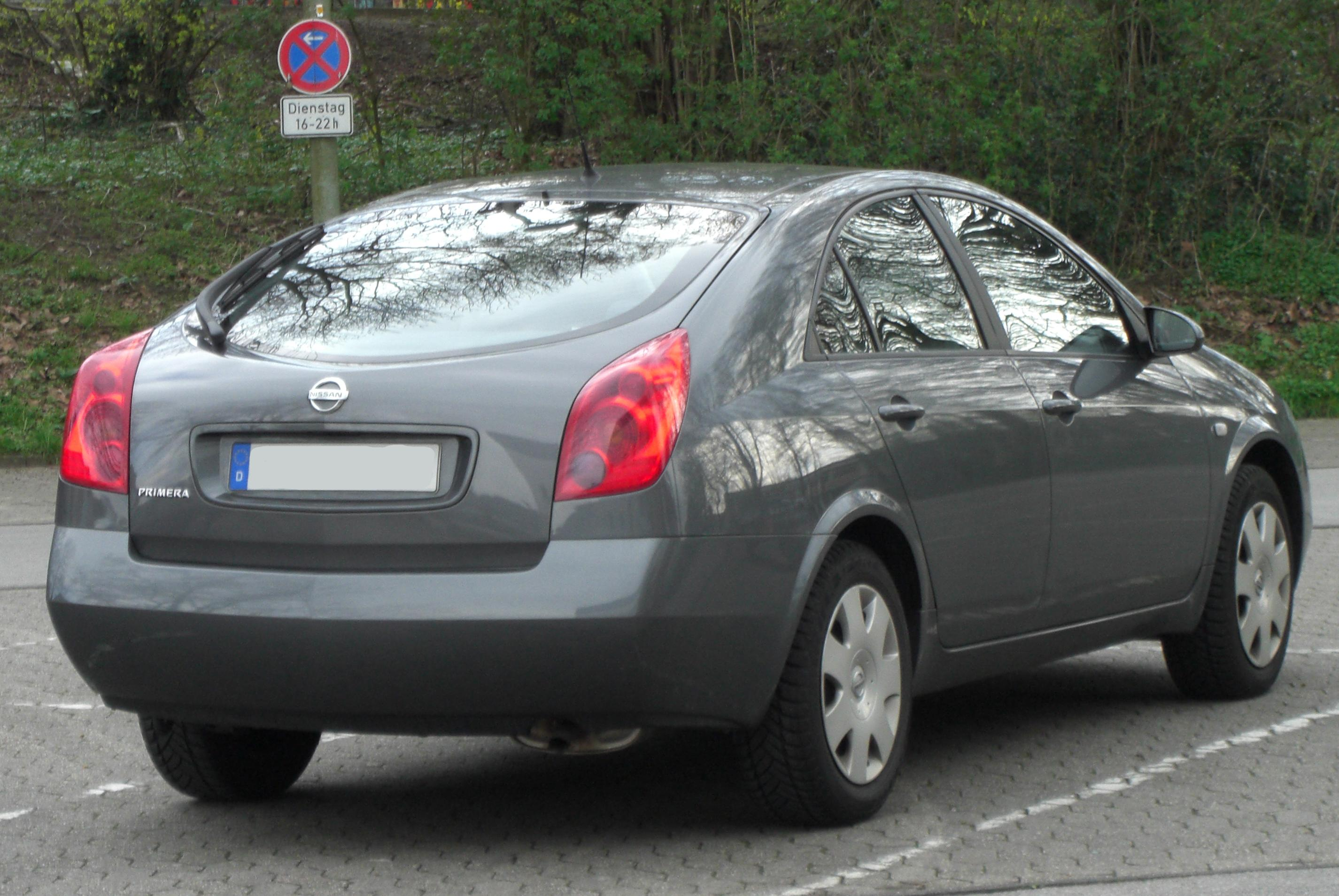
Nissan Primera Schrägheck
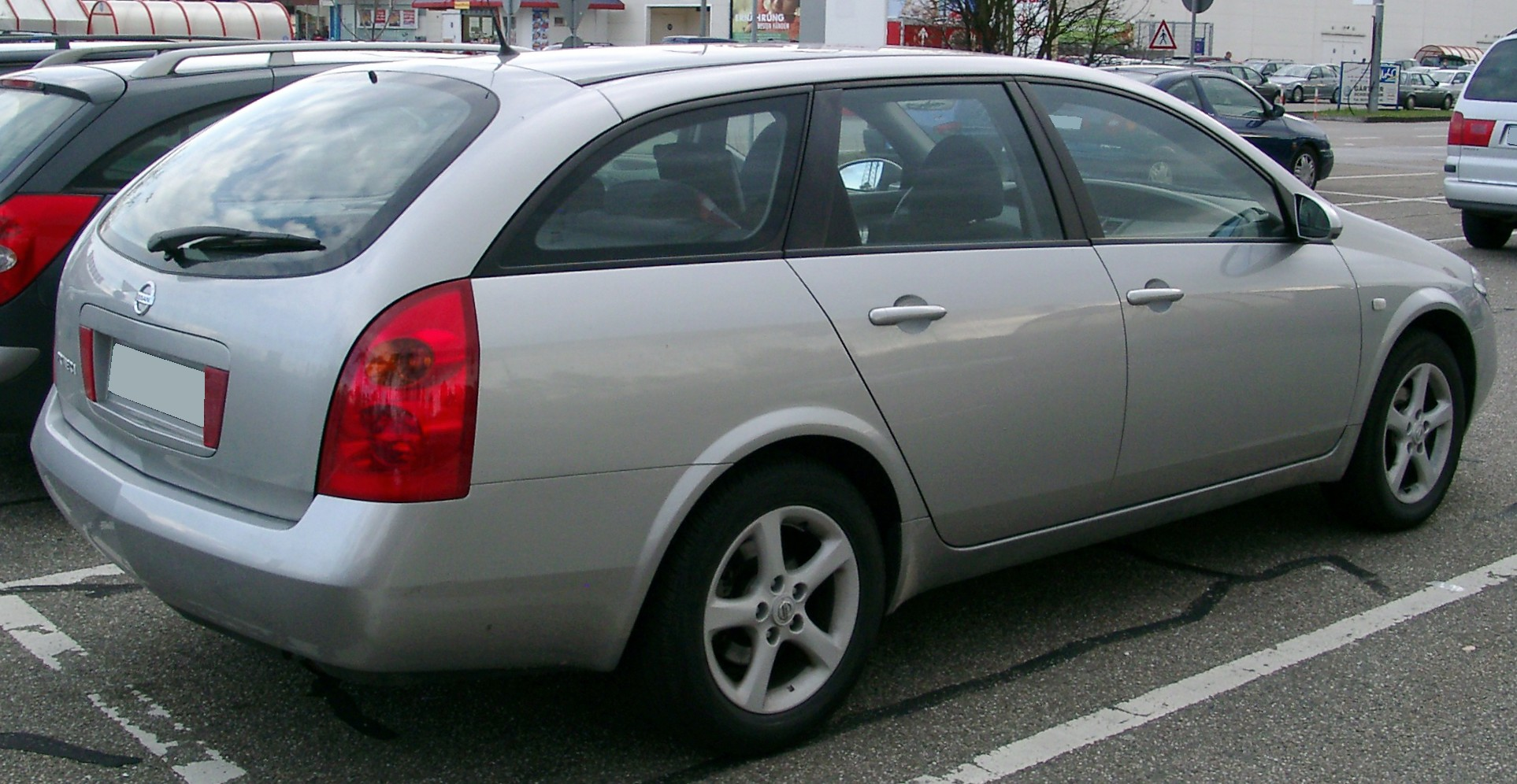
Nissan Primera Traveller
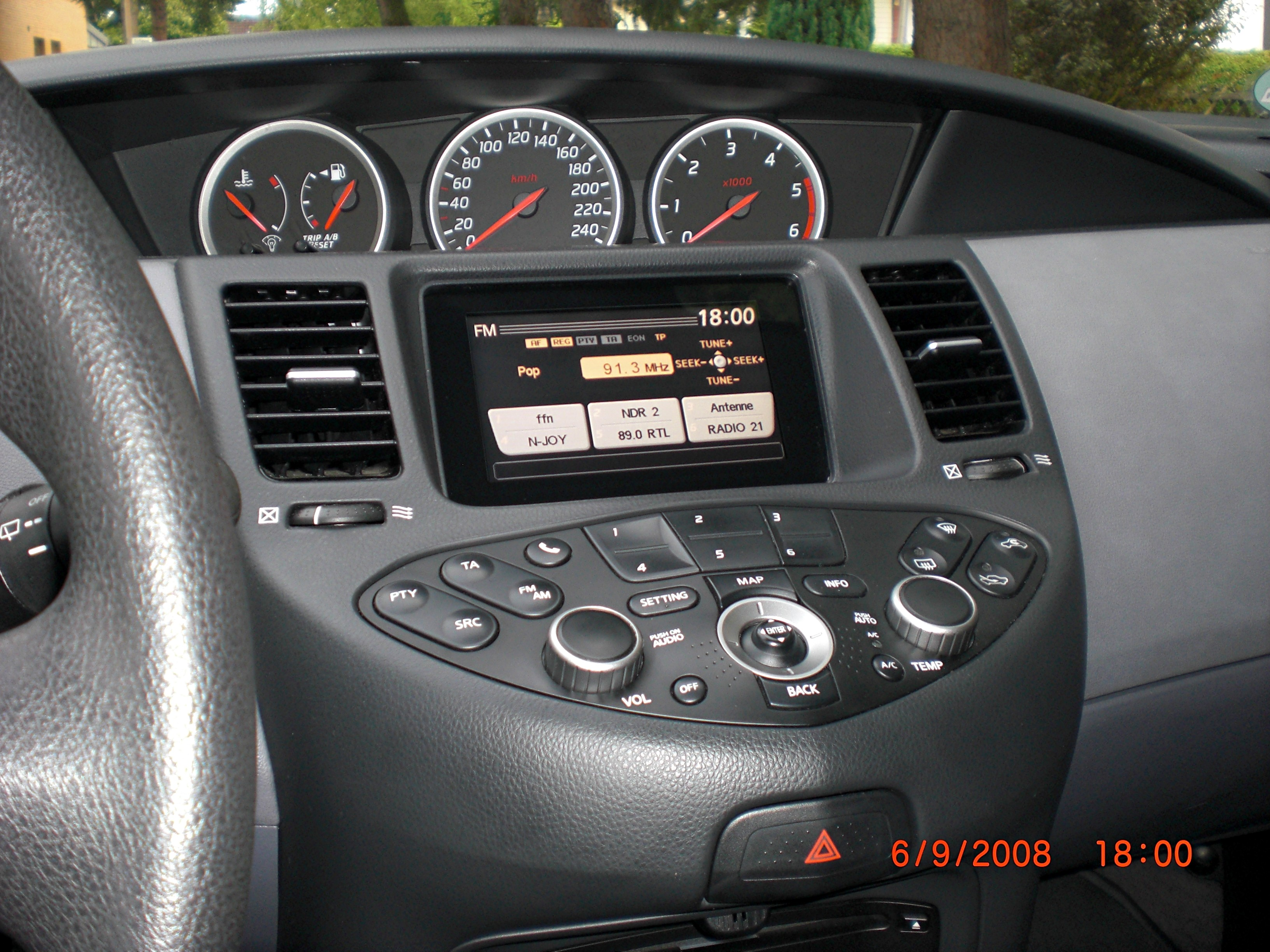
Nissan N-FORM System (FM-Screen)

## Bedienkonzept
Eine weitere Besonderheit des P12 war das serienmäßige Bedienungskonzept N-FORM (ursprünglich Easy Control System), das Audio- und Klimabedienung über ein zentral angeordnetes Bedienfeld mit Farbbildschirm und einem joystick-ähnlichen Kontrollhebel vorsah. Die beiden höherwertigen Ausstattungslinien beinhalteten ferner eine Rückfahrkamera über dem hinteren Nummernschild, die bei eingelegtem Rückwärtsgang Aufnahmen vom Heckbereich des Wagens an den Bildschirm im Armaturenbrett lieferte. Diese Kamera diente bei der Vermarktung als wesentliches Verkaufsargument.

## Motorisierung
Der Primera P12 war ab Mitte 2002 mit drei Benzin- sowie drei verschiedenen Dieselmotoren lieferbar, die zwischen 109 und 140 PS leisteten. Der anfänglich einzig verfügbare Dieselmotor 2.2 di mit 126 PS und Direkteinspritzung wurde bereits im Frühjahr 2003 durch zwei verschiedene Common-Rail-Diesel von Renault und Nissan ersetzt. Diese Motoren erfüllten aber nur die Abgasnorm Euro 3 und wurden somit mangels Nachfrage im Frühjahr 2006 ersatzlos aus dem Programm genommen. Die ansonsten erforderliche Ausrüstung der Motoren mit Rußpartikelfiltern zur Erfüllung der höheren Abgasnorm Euro 4 wäre zu teuer gekommen.
Die Benzinmotoren waren mit Fünfgang-Handschaltung und zwei verschiedenen Automatikgetrieben erhältlich. Für die Dieselmotoren gab es ein manuelles Sechsganggetriebe. Bei den Dieselmotoren gab es im Oktober 2005 eine Rückrufaktion wegen fehlerhafter Motorsteuergeräte und Ladedrucksensoren.
| Modell   | Hubraum  | Ventile  | Max. Leistung bei min−1 | Max. Drehmoment bei min−1 | Kenncode | Bauzeit         |
| Benziner | Benziner | Benziner | Benziner                | Benziner                  | Benziner | Benziner        |
| -------- | -------- | -------- | ----------------------- | ------------------------- | -------- | --------------- |
| 1.6      | 1597 cm³ | 16       | 80 kW (109 PS) / 6000   | 144 Nm / 4000             | QG16DE   | 03/2003–03/2007 |
| 1.8      | 1769 cm³ | 16       | 85 kW (116 PS) / 5600   | 163 Nm / 4000             | QG18DE   | 04/2002–03/2007 |
| 2.0      | 1998 cm³ | 16       | 103 kW (140 PS) / 6000  | 192 Nm / 4000             | QR20DE   | 04/2002–03/2007 |
| Diesel   |          |          |                         |                           |          |                 |
| 1.9 dCi  | 1870 cm³ | 8        | 88 kW (120 PS) / 4000   | 270 Nm / 2000             | F9Q      | 03/2003–04/2006 |
| 2.2 di   | 2184 cm³ | 16       | 93 kW (126 PS) / 4000   | 280 Nm / 2000             | YD22ET   | 04/2002–02/2003 |
| 2.2 dCi  | 2184 cm³ | 16       | 102 kW (139 PS) / 4000  | 314 Nm / 2000             | YD22DDTi | 03/2003–04/2006 |

## Ausstattungsvarianten
Weiterhin war der P12 in drei verschiedenen Ausstattungslinien erhältlich. Die vergleichsweise reichhaltige Grundausstattung visia umfasste unter anderem vier elektrische Fensterheber und sechs Airbags. Die Ausstattung acenta enthielt einige weitere Komfortfunktionen wie Tempomat und Regensensor. Die höchste Ausstattungslinie tekna umfasste darüber hinaus Xenon-Scheinwerfer, ein Navigationssystem sowie ein Audiosystem.
Neben diesen drei Haupt-Ausstattungslinien gab es zeitweise noch die Sondermodelle visia-plus und acenta-plus mit Zusatzausstattungen.
Ab Mitte 2002 gab es den Laser-Abstandsregeltempomaten beim Primera als Option, jedoch nur bei der Version „Tekna“ mit dem 2-Liter-Motor (103 kW/140 PS) und der 6-Gang-CVT-Automatik mit Tiptronic. Er war zu seiner Zeit der einzige Mittelklassewagen in Deutschland, der mit dieser Technik ausgerüstet werden konnte.

## Kritiken
Der P12 erregte vor allem durch seine Formgebung Aufsehen. So erhielt er 2002 den Designpreis red dot award. Auch in der Fachpresse wurde die Formgebung als „mutig“ bezeichnet. Ebenso erhielt das Bedienkonzept N-Form positive Kritiken. Dieses sei laut Presse vor allem „einfach“ zu bedienen und dabei „besser als BMWs iDrive“ gewesen.
Negativ bewertet wurden neben der vergleichsweise unübersichtlichen Karosserie vor allem die Fahrleistungen des P12. Bemängelt wurden durchzugsschwache und nicht gerade sparsame Motoren, eine unharmonische Federung und die hakelige Schaltung. Insgesamt habe sich „hinter dem schönen Design … nur ein durchschnittliches Auto“ verborgen.

## Mangelnde Nachfrage
Offenbar als Reaktion auf die unerwartet niedrige Kundennachfrage wurde der P12 im Juli 2004, also bereits zwei Jahre nach dem Produktionsstart, überarbeitet. Dabei wurden vor allem die Ausstattung und der Innenraum aufgewertet. So waren etwa die Bilder der Rückfahrkamera nun farbig statt schwarz-weiß und es gab neue Instrumente, Verkleidungen und Polsterstoffe.
Auch diese Maßnahme schien nicht den gewünschten Erfolg zu bringen. So wurden die Produktion und der Vertrieb der P12-Baureihe zum Frühjahr 2007 eingestellt. Seitdem hat Nissan in Europa keinen konventionellen Mittelklasse-Pkw mehr im Angebot. Ein Nachfolger ist nicht geplant.